# Björn Semrau

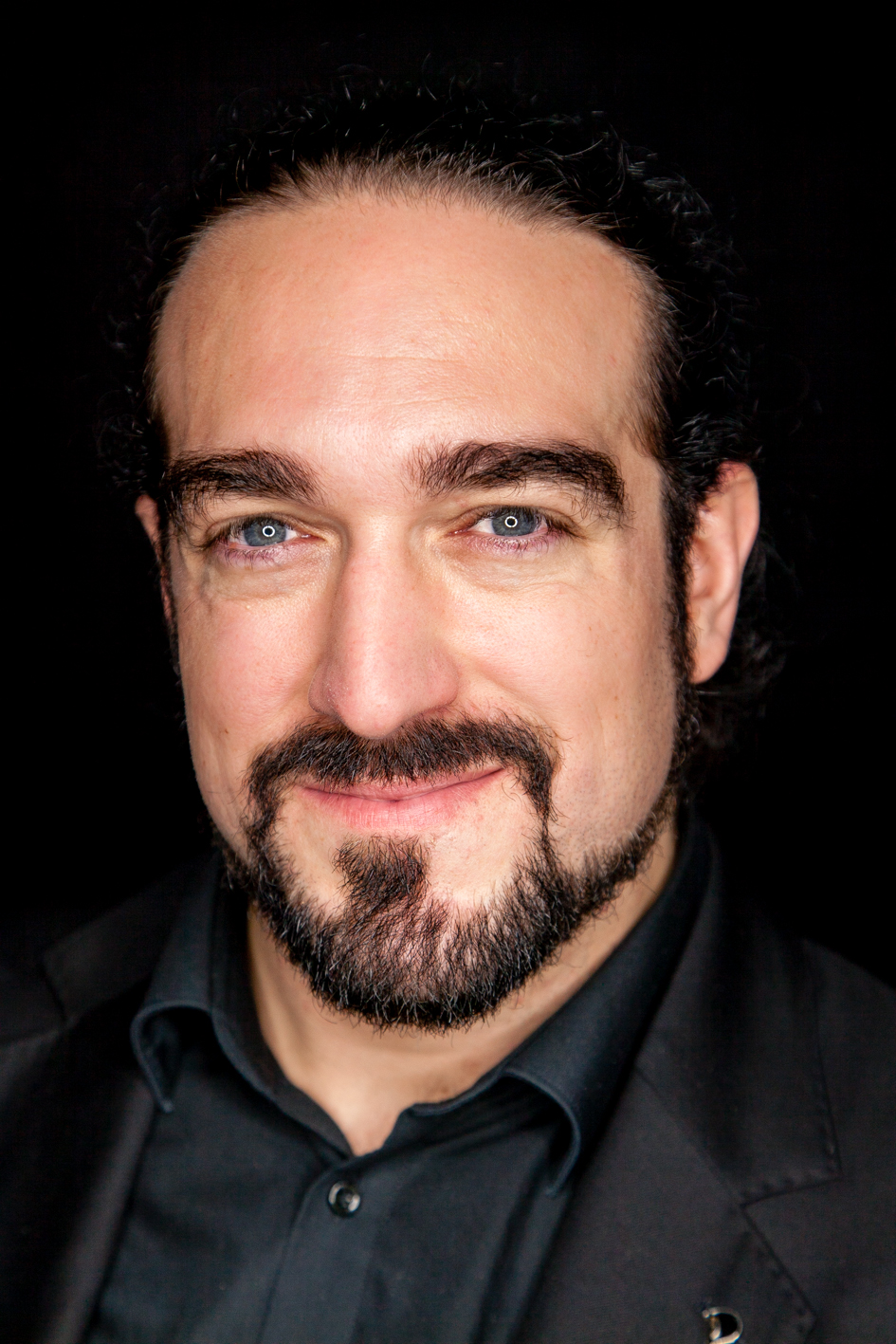
Björn Semrau (2013)

Björn Niklas Semrau (* 2. Dezember 1978 in Seeheim-Jugenheim bei Darmstadt) ist ein deutscher Politiker der Piratenpartei Deutschland. Er war 2006 Gründungsmitglied der Piratenpartei Deutschland, sowie vom Dezember 2013 bis März 2014 politischer Geschäftsführer. Seine Vorgängerin im Amt Katharina Nocun hatte auf eine Kandidatur verzichtet. Sein Nachfolger im Amt war Kristos Thingilouthis.

## Privates

### Allgemeines
Semrau wurde 1978 als Sohn des Diplom-Kaufmanns Klaus Karl Semrau und der Lehrerin Ingrid Semrau, geb. Leißler in Seeheim-Jugenheim geboren. Er hat zwei ältere Geschwister. Er wuchs in Darmstadt auf, wo er auch das Gymnasium besuchte. Nach dem Abitur 1998 am Seminar Marienhöhe in Darmstadt, leistete Semrau seinen Zivildienst im Mobilen Sozialen Hilfsdienst beim Arbeiter-Samariter-Bund e.V. ab.
Seit 2012 ist er mit der Krankenschwester Michaela Semrau, geb. Pettavino verheiratet. Das Ehepaar hat einen gemeinsamen Sohn.

### Studium
1999 begann er an der Technischen Universität Darmstadt mit einem Studium der Wirtschaftsinformatik, dass er nach fünf Semester abbrach, um in Mainz an der Johannes-Gutenberg-Universität Volkswirtschaftslehre zu studieren. Dort besuchte er aus persönlichem Interesse außerdem Seminare in Politikwissenschaft, was ihm sehr zusagte. 2002 nahm er an einem Seminar „Europa auf dem Weg in eine neue Weltordnung“ von dem Mainzer Ehrenprofessor Hans-Dietrich Genscher teil und begegnete in diesem Rahmen auch dem Gastredner und Ehrengast Genschers Michail Gorbatschow. Dieses Erlebnis politisierte Semrau, und er wechselte 2003 wieder nach Darmstadt an die Technische Universität, um dort ein Studium in Politikwissenschaft aufzunehmen. Nach einem Auslandssemester an der University of Wales wechselte er 2005 noch einmal die Studienform, um noch einen Magisterabschluss erlangen zu können. Während der Anfangszeit seines Studiums konzentrierte er sich unter anderem auf Parteienforschung, speziell mit Parteigründungen. Mit der Mitgründung der Piratenpartei Deutschland konnte er die wissenschaftliche Theorie praktisch unterfüttern. Später verschob sich sein Fokus auf Internationale Beziehungen, Diplomatie und Europapolitik. Seinen Abschluss als Magister Artium der Politikwissenschaft erlangte Semrau erfolgreich im März 2017.

### Ehrenamtliches Engagement
Neben seiner politischen Aktivität ist Björn Semrau auch in verschiedenen europa- oder außenpolitischen Vereinen sowie auch in einem gemeinnützigen Verein aktiv. So engagiert er sich im Bringing Europeans Together Association e.V. (BETA), ist Teilnehmer an diversen europäischen Politiksimulationen der Model European Union (MEU) und ist Mitglied bei den Young Professionals in Foreign Policy. Außerdem ist er aktives Mitglied bei dem gemeinnützigen Verein der Gilde der Drachenreiter e.V.

## Piratenpartei Deutschland

### Gründung
Als Gründungsmitglied ist Björn Semrau seit September 2006 bei der Partei. Auf der Gründungsversammlung unterlag er knapp bei der Wahl für die ersten beiden Beisitzer. Parteiintern ist Semrau auch unter dem „Nick“ (Nickname = Spitznamen) Phobos bekannt. Politisch verordnet Semrau sich im linksliberalen Bereich.

### Verbandsgründungen und Kandidaturen
2007 gründete er den hessischen Landesverband mit und war Beisitzer in dessen erstem Vorstand. Er gehört dem dreifach vereinigten Kreisverband der Regionen Odenwald / Darmstadt-Dieburg / Darmstadt (OwDiDa) an. Den Darmstädter Verband hatte er 2009 mitbegründet und gehörte dem ersten Vorstand als Beisitzer an. Seit dieser Zeit hatte Semrau eine Vielzahl von Ämtern und Funktionen in der Partei inne. So trat er zur Bundestagswahl 2013 auf der Landesliste des hessischen Landesverbands der Partei an vierter Stelle an, zudem wurde er in seinem Wahlkreis Darmstadt als Direktkandidat aufgestellt und errang bei der Wahl 2,8 % der abgegebenen Erststimmen. Er war sowohl Vize-Vorsitzender, als auch Vorsitzender des Kreisverbandes und wurde schließlich für kurze Zeit der Politische Geschäftsführer der Bundespartei.
2009 gründete er mit Matthias Schmidt die Arbeitsgruppe Außen- und Sicherheitspolitik (AG Außenpolitik), die er einige Jahre lang als Koordinator leitete. Die AG Außenpolitik gehört gemeinsam mit dem 42 e.V. zu den Initiatoren der Pirate Security Conference (PSC), die seit 2015 im Vorfeld der renommierten Münchner Sicherheitskonferenz (MSC) in München stattfindet. Zur Europawahl 2019 war er Kandidat für die Piratenpartei Deutschland.
Auf dem Bundesparteitag der Piratenpartei 2019 in Bad Homburg vor der Höhe kandidierte er erneut als politischer Geschäftsführer, wo er jedoch gegen den Amtsinhaber Daniel Mönch knapp unterlag.

### Politischer Geschäftsführer und Rücktritt
Ab 2011 traten vermehrt Flügelkämpfe innerhalb der Partei auf, die der Partei stark schadeten. Im Rahmen seiner Kandidatur für den Bundesvorstand hatte er angekündigt, sich einerseits der Motivation und Einigung der Partei nach der als „Dämpfer“ empfundenen Bundestagswahl zu widmen und sie andererseits entlang des innerparteilich erarbeiteten Programms nach außen hin thematisch gezielter auszurichten. Allerdings trat er schon im März 2014 zusammen mit Generalsekretärin Stephanie Schmiedke und Schatzmeister Stefan Bartels aus strategischen Gründen zurück, da sie den radikalen Kurs der damaligen, restlichen Parteiführung und die daraus erwachsenden Folgen nicht mittragen wollten. Damit hinterließen sie den Bundesvorstand handlungsunfähig, der somit gezwungen war einen Parteitag in Halle/Saale auszurichten.  Semrau sah seinen Rücktritt nicht als Rückzug, sondern als „Kampfansage“, da der Partei drohe von dem Parteiflügel linksextremistischer Mitglieder übernommen zu werden. Auf dem außerordentlichen 14. Bundesparteitag in Halle/Salle erlitt dieser Flügel eine verheerende Niederlage, woraufhin die meisten ihrer Anhänger die Partei verließen. Die linksliberale Ausrichtung der Partei blieb somit erhalten. Während Schmidke und Bartels erfolgreich zur Wiederwahl in den Bundesvorstand antraten, verzichtete Semrau auf eine Kandidatur und erklärte sich nun auf den Abschluss seines Studiums konzentrieren zu wollen.

### Themenbeauftragung innerhalb der Piratenpartei Deutschland
Im Mai 2015 wurde Semrau der erste Themenbeauftragte für Außen- und Sicherheitspolitik der Piratenpartei. Im Rahmen dieser Aufgabe entwickelte er gemeinsam mit der AG Außenpolitik das außenpolitische Programm der Partei weiter, beriet den Vorstand in außenpolitisch relevanten Angelegenheiten und veröffentlichte Pressemitteilungen und Artikel mit außen- und sicherheitspolitischen Schwerpunkt. Diese Beauftragung hatte er bis Januar 2019 inne. Sein Nachfolger in der Beauftragung ist Alexander Kohler.

### Kandidatur für die Europawahl 2019
Semrau bewarb sich im Juni 2018 bei der Aufstellungsversammlung der Piratenpartei in Sömmerda (Thüringen) für die Wahl zum Europäischen Parlament im Mai 2019 um einen Platz auf der Bundesliste. Er errang Platz 4. In seiner Kandidatur setzte Semrau vor allem auf seine Schwerpunktgebiete Außenpolitik, Europapolitik, Verteidigung und Entwicklung.

### Seit 2019
Semrau ist seit Oktober 2022 Kreisverbandsvorsitzender der Piratenpartei Darmstadt. Im Dezember 2022 wurde er als Oberbürgermeisterkandidat für die Kommunalwahlen in Darmstadt von seiner Partei nominiert. Bei der Landtagswahl in Hessen 2023 tritt Semrau auf Platz 4 der Landesliste für die Piratenpartei an.